# (1586) Thiele
(1586) Thiele es un asteroide que forma parte del cinturón de asteroides y fue descubierto por Arno Arthur Wachmann el 13 de febrero de 1939 desde el observatorio de Hamburgo-Bergedorf, Alemania.

## Designación y nombre
Thiele recibió al principio la designación de 1939 CJ.
Más adelante se nombró en honor del astrónomo alemán Thorvald Nicolai Thiele (1838-1910).

## Características orbitales
Thiele orbita a una distancia media de 2,43 ua del Sol, pudiendo acercarse hasta 2,175 ua. Tiene una excentricidad de 0,1049 y una inclinación orbital de 4,056°. Emplea 1384 días en completar una órbita alrededor del Sol.